# Список выходов в открытый космос с 351-го по 400-й (2012—2018 годы)
Предыдущие выходы в открытый космос: Список выходов в открытый космос с 301-го по 350-й (2008—2011 годы)
Последующие выходы в открытый космос: Список выходов в открытый космос с 401-го по 450-й (2018—2022 годы)

## Главные события
- 1 ноября 2012 года — Сунита Уильямс установивила женский рекорд по общему количеству выходов в открытый космос (семь) и суммарной их длительности (49 ч 40 мин).
- Первый выход в открытый космос гражданина Италии — 9 июля 2013;
- дважды побит рекорд длительности выхода в открытый космос в российских скафандрах — 27 декабря 2013 (8 ч 07 мин) и 2 февраля 2018 года (8 ч 13 мин);
- первый выход в открытый космос гражданина Великобритании — 15 января 2016;
- 30 марта 2017 года общее число выходов за все время эксплуатации МКС достигло 200;
- 30 марта 2017 установлен рекорд по общему пребыванию в открытом космосе женщины-астронавта Пегги Уитсон. Пегги Уитсон ещё дважды побила своё же достижение 12 и 23 мая 2017 года. Также Пегги Уитсон установила новый женский рекорд по суммарному числу выходов в открытый космос за карьеру — 10.

| №    | Полёт                                            | Участники, скафандры                                          | Начало (UTC)          | Окончание (UTC)       | Длительность, критерий | Комментарий |
| ---- | ------------------------------------------------ | ------------------------------------------------------------- | --------------------- | --------------------- | ---------------------- | --- |
| 351. | МКС Экспедиция МКС-30 (из модуля «Пирс»)         | Олег Кононенко Орлан-МК № 4 Антон Шкаплеров Орлан-МК № 6      | 16 февраля 2012 14:31 | 16 февраля 2012 20:46 | 6 ч 15 мин             | Перенос грузовой стрелы ГСтМ-1 с модуля «Пирс» на модуль «Поиск», установка двух панелей с образцами в рамках эксперимента «Выносливость» на модуле «Поиск», взятие проб-мазков с экранно-вакуумной теплоизоляции модуля «Звезда» в рамках эксперимента «Тест». |
| 352. | МКС Экспедиция МКС-32 ВКД-1 (из модуля «Пирс»)   | Геннадий Падалка Орлан-МК № 5 Юрий Маленченко Орлан-МК № 6    | 20 августа 2012 15:37 | 20 августа 2012 21:28 | 5 ч 51 мин             | Перенос грузовой стрелы ГСтМ-2 с модуля «Пирс» на модуль «Заря», ручной запуск спутника «Сфера-53», установка пяти дополнительных противометеороидных панелей на рабочем отсеке малого диаметра модуля «Звезда», демонтаж контейнера № 1 оборудования «Биориск-МСН» и установка двух подкосов выходного устройства на модуле «Пирс». |
| 353. | МКС Экспедиция МКС-32 ВКД-2 (из модуля «Квест»)  | Сунита Уильямс EMU № 3011 Акихико Хосиде EMU № 3015           | 30 августа 2012 12:16 | 30 августа 2012 20:33 | 8 ч 17 мин             | Замена блока подключения электропитания MBSU-1 на секции S0 (новый блок остался не подключенным из-за того, что не удалось закрутить болт H2), прокладка на гермоадаптере PMA-1 и Узловом модуле «Юнити» одного из двух кабелей для обеспечения электропитания российского Многоцелевого лабораторного модуля «Наука». |
| 354. | МКС Экспедиция МКС-32 ВКД-3 (из модуля «Квест»)  | Сунита Уильямс EMU № 3010 Акихико Хосиде EMU № 3011           | 5 сентября 2012 11:06 | 5 сентября 2012 17:34 | 6 ч 28 мин             | Завершение установки нового блока подключения электропитания MBSU-1 на секции S0, замена блока поворотной камеры/светильника CLPA на плече B манипулятора SSRMS. |
| 355. | МКС Экспедиция МКС-33 (из модуля «Квест»)        | Сунита Уильямс EMU № 3010 Акихико Хосиде EMU № 3011           | 1 ноября 2012 12:29   | 1 ноября 2012 19:07   | 6 ч 38 мин             | Отключение системы терморегулирования фотоэлектрического модуля PVTCS канала 2B на секции P6 от переднего радиатора и её подключение к заднему радиатору, обеспечение раскрытия заднего радиатора. Сунита Уильямс установивила женский рекорд по общему количеству выходов в открытый космос (семь) и суммарной их длительности (49 ч 40 мин). |
|      |                                                  |                                                               |                       |                       |                        | |
| 356. | МКС Экспедиция МКС-35 ВКД-1 (из модуля «Пирс»)   | Павел Виноградов Орлан-МК № 4 Роман Романенко Орлан-МК № 6    | 19 апреля 2013 14:03  | 19 апреля 2013 20:40  | 6 ч 38 мин             | Установка оборудования эксперимента «Обстановка 1-й этап» и замена мишени видеометра на модуле «Звезда», демонтаж контейнера № 2 оборудования «Биориск-МСН» с модуля «Пирс» и первой панели эксперимента «Выносливость» (случайно уплыла от Виноградова) с модуля «Поиск». |
| 357. | МКС Экспедиция МКС-35 ВКД-2 (из модуля «Квест»)  | Кристофер Кэссиди EMU № 3010 Томас Маршбёрн EMU № 3005        | 11 мая 2013 12:44     | 11 мая 2013 18:14     | 5 ч 30 мин             | Осмотр и замена блока управления насосами PFCS системы терморегулирования фотоэлектрического модуля PVTCS канала 2B на секции P6 с целью устранения утечки аммиака, возникшей 9 мая 2013 года |
| 358. | МКС Экспедиция 36 ВКД-1 (из модуля «Пирс»)       | Фёдор Юрчихин Орлан-МК № 5 Александр Мисуркин Орлан-МК № 6    | 24 июня 2013 13:31    | 24 июня 2013 20:06    | 6 ч 34 мин             | Замена сменной панели № 2 регулятора расхода жидкости и установка держателей и держателей-направляющих на модуле «Заря», монтаж аппаратуры «Индикатор-МКС» и снятие второй панели эксперимента «Выносливость» с модуля «Поиск», демонтаж аппаратуры «Фотон-Гамма» и установка мягких поручней на модуле «Звезда». |
| 359. | МКС Экспедиция МКС-36 ВКД-2 (из модуля «Квест»)  | Кристофер Кэссиди EMU № 3010 Лука Пармитано EMU № 3011        | 9 июля 2013 12:02     | 9 июля 2013 18:09     | 6 ч 7 мин              | Первый выход в открытый космос гражданина Италии. Замена отказавшего приемопередатчика/контроллера антенны Ku-диапазона SGANT-2 на секции Z1, демонтаж контейнера PEC-8 эксперимента MISSE и оптического отражателя ORMatE-III R/W с внешней платформы ELC-2, установка держателей для радиаторов на секциях S1 и P1, прокладка на гермоадаптере PMA-1 и Узловом модуле «Юнити» второго кабеля для обеспечения электропитания российского Многоцелевого лабораторного модуля «Наука», снятие неисправного блока поворотной камеры/светильника CLPA с Мобильной базовой системы MBS, монтаж теплозащитной крышки на стыковочный узел гермоадаптера PMA-2. |
| 360. | МКС Экспедиция МКС-36 ВКД-3 (из модуля «Квест»)  | Кристофер Кэссиди EMU № 3010 Лука Пармитано EMU № 3011        | 16 июля 2013 11:57    | 16 июля 2013 13:29    | 1 ч 32 мин             | Монтаж Y-образной перемычки на секции Z1 и подключение кабеля данных узла захвата PDGF для манипулятора SSRMS на модуле «Заря». Выход досрочно прекращен из-за появления воды в скафандре Пармитано. |
| 361. | МКС Экспедиция МКС-36 ВКД-4 (из модуля «Пирс»)   | Фёдор Юрчихин Орлан-МК № 5 Александр Мисуркин Орлан-МК № 6    | 16 августа 2013 14:36 | 16 августа 2013 22:05 | 7 ч 29 мин             | Установка мягкого поручня между модулями «Поиск» и «Заря», прокладка по модулю «Заря» четырёх кабелей электропитания и сетевого кабеля стандарта Ethernet для модуля «Наука», установка второй панели эксперимента «Выносливость» на модуле «Поиск». |
| 362. | МКС Экспедиция МКС-36 ВКД-5 (из модуля «Пирс»)   | Фёдор Юрчихин Орлан-МК № 4 Александр Мисуркин Орлан-МК № 6    | 22 августа 2013 11:34 | 22 августа 2013 17:32 | 5 ч 58 мин             | Демонтаж бортового терминала лазерной связи БТЛС-Н, установка выносного рабочего места с двухосной платформой наведения, осмотр и подтягивание разболтавшихся винтов на теплозащитных крышках антенн межбортовой радиолинии WAL и монтаж двух мягких поручней на модуле «Звезда», взятие проб-мазков с поверхности выходного люка ВЛ-2 модуля «Поиск» в рамках эксперимента «Тест». |
| 363. | МКС Экспедиция МКС-37 (из модуля «Пирс»)         | Олег Котов Орлан-МК № 5 Сергей Рязанский Орлан-МК № 4         | 9 ноября 2013 14:34   | 9 ноября 2013 20:24   | 5 ч 50 мин             | Вынос олимпийского факела в открытый космос, демонтаж якоря с переходного отсека модуля «Звезда» (не удалось смонтировать его в правильном положении на выносном рабочем месте), установка съёмного поворотного поручня на выносном рабочем месте, демонтаж арретира с двухосной платформы наведения и отключение радиометрического комплекса РК-21-8 на модуле «Звезда» (не удалось сложить его антенну из-за проблем с одним из двух замков). |
| 364. | МКС Экспедиция МКС-38 ВКД-1 (из модуля «Квест»)  | Ричард Мастраккио EMU № 3010 Майкл Хопкинс EMU № 3011         | 21 декабря 2013 12:01 | 21 декабря 2013 17:29 | 5 ч 28 мин             | Демонтаж отказавшего модуля насосов контура A системы терморегулирования американского сегмента и его перенос с секции S1 на Мобильную базовую систему MBS. |
| 365. | МКС Экспедиция МКС-38 ВКД-2 (из модуля «Квест»)  | Майкл Хопкинс EMU № 3005 Ричард Мастраккио EMU № 3011         | 24 декабря 2013 11:53 | 24 декабря 2013 19:23 | 7 ч 30 мин             | Перенос нового модуля насосов с внешней платформы ESP-3 на секцию S1 и его интеграция в контур A системы терморегулирования американского сегмента. |
| 366. | МКС Экспедиция МКС-38 ВКД-3 (из модуля «Пирс»)   | Олег Котов Орлан-МК № 6 Сергей Рязанский Орлан-МК № 4         | 27 декабря 2013 13:00 | 27 декабря 2013 21:07 | 8 ч 07 мин             | Установка якоря на выносном рабочем месте, монтаж и последующее снятие канадских камер высокого и среднего разрешения фирмы UrtheCast вследствие отсутствия подачи электропитания, демонтаж съемного поворотного поручня с выносного рабочего места, снятие и выбрасывание спектрометра-телескопа «Всплеск», монтаж оборудования «Сейсмопрогноз» на модуле «Звезда». Рекорд длительности выхода в российских скафандрах. |
|      |                                                  |                                                               |                       |                       |                        | |
| 367. | МКС Экспедиция МКС-38 ВКД-4 (из модуля «Пирс»)   | Олег Котов Орлан-МК № 6 Сергей Рязанский Орлан-МК № 4         | 27 января 2014 14:00  | 27 января 2014 20:08  | 6 ч 08 мин             | Повторный монтаж и подключение канадских камер высокого и среднего разрешения фирмы UrtheCast на модуле «Звезда», снятие адаптера WIF с концевого захвата-эффектора на плече B манипулятора SSRMS, демонтаж съемной кассеты-контейнера СКК № 2-СО на модуле «Пирс». |
| 368. | МКС Экспедиция МКС-39 (из модуля «Квест»)        | Ричард Мастраккио EMU № 3011 Стивен Свонсон EMU № 3005        | 23 апреля 2014 13:56  | 23 апреля 2014 15:32  | 1 ч 36 мин             | Замена мультиплексора-демультиплексора EXT-2 и открытие дверец на правом и левом блоках распределения вторичного питания SPDA на секции S0. |
| 369. | МКС Экспедиция МКС-40 ВКД-1 (из модуля «Пирс»)   | Александр Скворцов Орлан-МК № 5 Олег Артемьев Орлан-МК № 4    | 19 июня 2014 14:10    | 19 июня 2014 21:33    | 7 ч 23 мин             | Монтаж активной фазированной антенной решетки Единой командно-телеметрической системы на модуле «Звезда» для связи с Землей через спутники-ретрансляторы системы «Луч», перемещение второго комплекта плазменно-волнового комплекса эксперимента «Обстановка 1-й этап», взятие проб-мазков с иллюминатора № 2 в рамках эксперимента «Тест» и замена несущей фермы на переходную балку с переустановкой антенны системы высокоскоростной передачи информации и приемопередатчика ТМ/ТС и выбрасыванием несущей фермы. |
| 370. | МКС Экспедиция МКС-40 ВКД-2 (из модуля «Пирс»)   | Александр Скворцов Орлан-МК № 5 Олег Артемьев Орлан-МК № 4    | 18 августа 2014 14:02 | 18 августа 2014 19:12 | 5 ч 11 мин             | Ручной запуск российско-перуанского наноспутника НС-1 («Часки-1»), монтаж оборудования EXPOSE-R2 и взятие проб-мазков с иллюминатора № 13 в рамках эксперимента «Тест» на модуле «Звезда», установка блока контроля давления и осаждения, снятие второй панели эксперимента «Выносливость» и замена съемной кассеты-контейнера СКК № 1-М2 на СКК № 2-М2 на модуле «Поиск», демонтаж контейнера № 3 оборудования «Биориск-МСН» с модуля «Пирс». |
| 371. | МКС Экспедиция МКС-41 ВКД-1 (из модуля «Квест»)  | Рид Уайзман EMU № 3010 Александр Герст EMU № 3003             | 7 октября 2014 12:30  | 7 октября 2014 18:43  | 6 ч 13 мин             | Перенос отказавшего модуля насосов контура A системы терморегулирования американского сегмента с Мобильной базовой системы на внешнюю платформу ESP-2, замена светильника на телекамере ETVCG на Лабораторном модуле «Дестини», установка блока MTRA для запасного электропитания мобильного транспортера. |
| 372. | МКС Экспедиция МКС-41 ВКД-2 (из модуля «Квест»)  | Рид Уайзман EMU № 3010 Барри Уилмор EMU № 3003                | 15 октября 2014 12:16 | 15 октября 2014 18:50 | 6 ч 34 мин             | Замена блока последовательного шунтирования SSU на секции S4, перенос якоря APFR и держателя инструментов с секции P1 на S0, демонтаж неисправной телекамеры ETVCG с секции P1, перенос приемопередатчика беспроводной видеосистемы WETA № 2 с секции P1 на Узловой модуль «Гармония» и установка вместо него новой телекамеры ETVCG. |
| 373. | МКС Экспедиция МКС-41 ВКД-3 (из модуля «Пирс»)   | Максим Сураев Орлан-МК № 5 Александр Самокутяев Орлан-МК № 6  | 22 октября 2014 13:28 | 22 октября 2014 17:06 | 3 ч 38 мин             | Демонтаж со Служебного модуля «Звезда» и выбрасывание радиометрического комплекса РК-21-8, снятие защитной крышки с оборудования EXPOSE-R2, демонтаж с Малого исследовательского модуля «Поиск» и выбрасывание антенн 2АСФ1-М-ВКА № 1 и № 2 радиотехнической системы «Курс», взятие проб-мазков с иллюминатора выходного люка ВЛ № 2 в рамках эксперимента «Тест» на Стыковочном отсеке «Пирс». |
|      |                                                  |                                                               |                       |                       |                        | |
| 374. | МКС Экспедиция МКС-42 ВКД-3 (из модуля «Квест»)  | Барри Уилмор EMU № 3003 Терри Вёртс EMU № 3005                | 21 февраля 2015 12:45 | 21 февраля 2015 19:26 | 6 ч 41 мин             | Подключение шести кабелей питания и передачи данных для стыковочных адаптеров IDA-1 и IDA-2 и прокладка их на гермоадаптере PMA-2 и Узловом модуле «Гармония». |
| 375. | МКС Экспедиция МКС-42 ВКД-3 (из модуля «Квест»)) | Барри Уилмор EMU № 3003 Терри Вёртс EMU № 3005                | 25 февраля 2015 11:51 | 25 февраля 2015 18:34 | 6 ч 43 мин             | Демонтаж защитной крышки со стыковочного узла гермоадаптера PMA-2, подключение двух кабелей питания для стыковочных адаптеров IDA-1 и IDA-2 и прокладка их на гермоадаптере PMA-2 и Узловом модуле «Гармония», демонтаж безмоментного клапана и поручня и снятие стартовых замков с лепестков переднего и заднего стыковочных узлов модуля «Транквилити», обслуживание концевого захвата-эффектора на плече A манипулятора SSRMS. (HD GoPro Footage) |
| 376. | МКС Экспедиция МКС-42 ВКД-3 (из модуля «Квест»)  | Терри Вёртс EMU № 3005 Барри Уилмор EMU № 3003                | 1 марта 2015 11:52    | 1 марта 2015 17:30    | 5 ч 38 мин             | Монтаж и подключение антенн и лазерных световозвращателей единой системы связи и навигации C2V2 на секциях S3 и P3. (HD GoPro Footage) |
| 377. | МКС Экспедиция МКС-44 (из модуля «Пирс»)         | Геннадий Падалка Орлан-МК № 4 Михаил Корниенко Орлан-МК № 6   | 10 августа 2015 14:17 | 10 августа 2015 19:51 | 5 ч 31 мин             | Установка двух мягких поручней, чистка стекла иллюминатора № 2, монтаж элементов крепления на теплозащитных крышках антенн межбортовой радиолинии WAL № 1, 2, 3, 4, 5, снятие датчика поверхностного потенциала ДП-ПМ первого комплекта плазменно-волнового комплекса эксперимента «Обстановка 1-й этап», взятие проб-мазков с панели солнечной батареи СБ-4, панели радиатора и в районе дренажных клапанов систем «Воздух» и «Электрон-ВМ» в рамках эксперимента «Тест», замена антенны WAL № 6 на модуле «Звезда», разворот блока контроля давления и осаждений на модуле «Поиск».                                                                    |
| 378. | МКС Экспедиция МКС-45 (из модуля «Квест»)        | Скотт Келли EMU № 3003 Челл Линдгрен EMU № 3010               | 28 октября 2015 12:03 | 28 октября 2015 19:19 | 7 ч 16 мин             | Прокладка двух кабелей для будущего стыковочного узла, к которому будут осуществлять стыковку американские космические корабли, смазка манипулятора Canadarm-2, установка термоизолирующего покрытия на магнитный альфа-спектрометр AMS. |
| 379. | МКС Экспедиция МКС-45 (из модуля «Квест»)        | Челл Линдгрен EMU № 3010 Скотт Келли EMU № 3003               | 6 ноября 2015 11:22   | 6 ноября 2015 19:10   | 7 ч 48 мин             | Реконфигурация системы охлаждения секции P6 основной фермы станции: отключение системы терморегулирования фотоэлектрического модуля PVTCS канала 2B на секции P6 на МКС от заднего радиатора и ее подключение к переднему радиатору, обеспечение свертывания заднего радиатора (был снова раскрыт из-за нехватки времени для его закрепления в свернутом состоянии) |
| 380. | МКС Экспедиция МКС-45 (из модуля «Квест»)        | Тимоти Копра EMU № 3011 Скотт Келли EMU № 3010                | 21 декабря 2015 11:22 | 21 декабря 2015 19:10 | 3 ч 16 мин             | Передвижение застрявшего мобильного транспортера MT и двух тележек CETA в рабочую точку WS4 на секции S0 на основной ферме МКС, прокладка кабеля к новому стыковочному узлу. |
|      |                                                  |                                                               |                       |                       |                        | |
| 381. | МКС Экспедиция МКС-46 (из модуля «Квест»)        | Тимоти Копра EMU № 3011 Тимоти Пик EMU № 3008                 | 15 января 2016 12:48  | 15 января 2016 17:31  | 4 ч 43 мин             | Первый выход в открытый космос гражданина Великобритании. Замена блока последовательного шунтирования SSU канала электропитания 1B на секции S6 на МКС, монтаж безмоментного клапана на Узловом модуле Tranquility, прокладка кабеля передачи данных стыковочного адаптера IDA-3 по Узловым модулям Unity и Harmony и Лабораторному модулю Destiny. Выход досрочно прекращен из-за появления воды в шлеме скафандра Копры. |
| 382. | МКС Экспедиция МКС-46 (из модуля «Пирс»)         | Юрий Маленченко Орлан-МК № 4 Сергей Волков Орлан-МК № 6       | 3 февраля 2016 12:55  | 3 февраля 2016 17:40  | 4 ч 45 мин             | Взятие проб-мазков с выходного люка № 1 СО «Пирс» и в зоне привода крышки иллюминатора № 8 СМ «Звезда» в рамках эксперимента «Тест» на МКС, демонтаж оборудования EXPOSE-R2 на СМ «Звезда», замена съемной кассеты-контейнера СКК № 2-М2 на СКК № 3-М2, установка панелей № 1 и № 2 с образцами в рамках эксперимента «Выносливость» и разворот блока контроля давления и осаждений на МИМ-2 «Поиск», монтаж двух мягких поручней на ФГБ «Заря», проведение эксперимента «Реставрация» (планшет оставлен снаружи СО «Пирс») |
| 383. | МКС Экспедиция МКС-48 (из модуля «Квест»)        | Jeff Williams EMU № 3003 Kate Rubins EMU № 3008               | 19 августа 2016 12:04 | 19 августа 2016 18:02 | 5 ч 58 мин             | Установка адаптера IDA2 на гермоадаптер PMA-2 модуля Harmony, прокладка кабеля передачи данных для стыковочного адаптера IDA-3 по Лабораторному модулю Destiny и Узловому модулю Harmony и кабеля стандарта Ethernet для модернизированных мультиплекторов-демультиплексоров EPIC MDM на секции Z1 |
| 384. | МКС Экспедиция МКС-48 (из модуля «Квест»)        | Kate Rubins EMU № 3008 Jeff Williams EMU № 3003               | 1 сентября 2016 11:53 | 1 сентября 2016 18:41 | 6 ч 48 мин             | Обеспечение свертывания заднего радиатора на секции P6 на МКС, замена неисправного светильника на телекамере ETVCG и установка двух камер высокого разрешения на секции P1, подтяжка болтов на подпорках на секции P4, осмотр левого узла вращения SARJ между секциями P3 и P4 |
|      |                                                  |                                                               |                       |                       |                        | |
| 385. | МКС Экспедиция МКС-50 (из модуля «Квест»)        | Роберт Кимбро EMU № 3008 Пегги Уитсон EMU № 3006              | 6 января 2017 12:23   | 6 января 2017 18:54   | 6 ч 32 мин             | Установка трех плат-адаптеров, подключение трех новых литий-ионных и перемещение двух старых аккумуляторных батарей в канале электропитания 3А на секции S4 на МКС в рамках модернизации системы электроснабжения МКС, прокладка кабеля стандарта Ethernet для модернизированных мультиплекторов-демультиплексоров EPIC MDM по Узловому модулю Unity, демонтаж неисправного светильника на секции S3, фотосъёмка альфа-магнитного спектрометра AMS |
| 386. | МКС Экспедиция МКС-50 (из модуля «Квест»)        | Роберт Кимбро EMU № 3008 Тома Песке EMU № 3006                | 13 января 2017 11:22  | 13 января 2017 17:20  | 5 ч 58 мин             | Установка трех плат-адаптеров, подключение трех новых литий-ионных и перемещение одной старой аккумуляторных батарей в канале электропитания 1А на секции S4 на МКС, замена поворотной камеры/светильника CLPA на Мобильной базовой системе MBS, замена адаптера WIF на концевом захвате-эффекторе № 202 на плече A манипулятора SSRMS, снятие двух поручней с Лабораторного модуля Destiny |
| 387. | МКС Экспедиция МКС-50 (из модуля «Квест»)        | Роберт Кимбро EMU № 3008 Тома Песке EMU № 3006                | 24 марта 2017 07:24   | 24 марта 2017 17:20   | 6 ч 34 мин             | Замена мультиплексора-демультиплексора MDM EXT-2 на модернизированный EPIC MDM EXT-2 на секции S0 на МКС, расстыковка кабелей между гермоадаптером PMA-3 и Узловым модулем Tranquility, замена телекамер на манипуляторе JEM RMS и внешней платформе JEF, осмотр места утечки аммиака в районе блока клапанов балки радиаторов RBVM на секции P1, обслуживание концевого захвата-эффектора № 301 ловкой насадки Dextre, замена светильника на секции S1 |
| 388. | МКС Экспедиция МКС-50 (из модуля «Квест»)        | Роберт Кимбро EMU № 3008 Пегги Уитсон EMU № 3006              | 30 марта 2017 08:00   | 30 марта 2017 18:41   | 7 ч 4 мин              | Замена мультиплексора-демультиплексора MDM EXT-1 на модернизированный EPIC MDM EXT-1 на секции S0 на МКС, стыковка кабелей между герметичным стыковочным переходником PMA-3 и Узловым модулем Harmony, демонтаж теплозащитной крышки со стыковочного узла гермоадаптера PMA-3, установка теплозащитных чехлов на механизме пристыковки CBM левого узла модуля Tranquility (один из четырех чехлов случайно улетел от Кимброу), установка теплозащитных покрытий на гермоадаптере PMA-3, осмотр и очистка механизма пристыковки CBM на нижнем узле модуля Harmony. Пегги Уитсон установила новый рекорд суммарного пребывания женщины в открытом космосе. |
| 389  | МКС Экспедиция МКС-51 (из модуля «Квест»)        | Пегги Уитсон EMU № 3008 Джек Дэвид Фишер EMU № 3008           | 12 мая 2017 13: 05    | 12 мая 2017 17:14     | 4 ч 13 мин             | Замена блока авионики ExPCA на платформе ELC-4 на секции S3 на МКС, тестирование кабеля передачи данных на магнитном альфа-спектрометре AMS-02 на секции S3, установка теплозащитного покрытия на гермоадаптере PMA-3, ремонт экранно-вакуумной теплоизоляции на манипуляторе JEM RMS. Пегги Уитсон побила свой же рекорд суммарного пребывания женщины в открытом космосе. |
| 390  | МКС Экспедиция МКС-51 (из модуля «Квест»)        | Пегги Уитсон EMU № 3008 Джек Дэвид Фишер EMU № 3006           | 23 мая 2017 11:18     | 23 мая 2017 14:02     | 2 ч 46 мин             | Замена отказавшего модернизированного мультиплексора-демультиплексора EPIC MDM EXT-1 на секции S0 на МКС, установка двух антенн беспроводной связи EWC на Лабораторном модуле Destiny. Пегги Уитсон побила свой же рекорд суммарного пребывания женщины в открытом космосе. |
| 391  | МКС Экспедиция МКС-52 (из модуля «Пирс»)         | Фёдор Юрчихин Орлан-МКС № 4 Сергей Рязанский Орлан-МК № 6     | 17 августа 2017 14:36 | 17 августа 2017 22:10 | 7 ч 34 мин             | Запуск наноспутников: «Томск-ТПУ 120», «ТНС-0 № 2», «ТС530-Зеркало», двух наноспутников «Танюша-1 и 2 ЮЗГУ»; фотографирование съемной кассеты СКК № 9, установленной на СМ; демонтаж адаптера механического с планшетом КЭ «Реставрация»; установка планшета КЭ «Импакт»; установка адаптера с термометрами для экспонирования; проведение КЭ «Тест»; мониторинг состояния внешних поверхностей и фотографирование элементов конструкции РС МКС; панорамные съемки для телекомпании «Russia Today». |
| 392  | МКС Экспедиция МКС-53 (из модуля «Квест»)        | Рэндольф Брезник EMU № 3003 Марк Ванде Хай EMU № 3008         | 5 октября 2017 12:02  | 5 октября 2017 15:53  | 6 ч 55 мин             | Замена захвата манипулятора SSRMS на новый; размещение отказавшего замкового концевого захвата на мобильную транспортную систему MBS. |
| 393  | МКС Экспедиция МКС-53 (из модуля «Квест»)        | Рэндольф Брезник EMU № 3003 Марк Ванде Хай EMU № 3008         | 10 октября 2017 11:55 | 10 октября 2017 18:18 | 6 ч 26 мин             | Изменение положения рукоятки на газовом баллоне высокого давления (HPGT) на модуле Airlock; монтаж ножного фиксатора и адаптера-удлинителя интерфейса рабочего места WIF на замковый концевой захват LEE A манипулятора SSRMS; замена стойки ТВ-оборудования ETVCG на новую; замена защитной крышки объектива камеры сборки CLPA на новую; смазка концевого захвата манипулятора SSRMS; демонтаж поручней на модуле . |
| 394  | МКС Экспедиция МКС-53 (из модуля «Квест»)        | Рэндольф Брезник EMU № 3003 Джозеф Акаба EMU № 3008           | 20 октября 2017 11:45 | 20 октября 2017 18:30 | 6 ч 49 мин             | Замена предохранителя на усовершенствованной платформе для временного хранения блоков ORU ; установка камеры высокого разрешения; снятие ЭВТИ с блока MBSU (блок сборных шин); страховка юбки ЭВТИ на блоке DCSU фиксирующей проволокой; установка ТВ камеры и осветительный блок на концевом захвате . |
|      |                                                  |                                                               |                       |                       |                        | |
| 395  | МКС Экспедиция МКС-54 (из модуля «Квест»)        | Марк Ванде Хай EMU № 3003 Скотт Тингл EMU № 3004              | 23 января 2018 15:34  | 23 января 2018 19:09  | 7 ч 24 мин             | Замена замкового концевого захвата на манипуляторе SSRMS на запасной захват с наружной платформы для хранения оборудования |
| 396  | МКС Экспедиция МКС-54 (из модуля «Пирс»)         | Александр Мисуркин Орлан-МКС № 4 Антон Шкаплеров Орлан-МК № 6 | 2 февраля 2018 15:34  | 2 февраля 2018 23:46  | 8 ч 13 мин             | Монтаж кронштейна с соединителями на поручне СО «Пирс», снятие и выбрасывание приемного устройства ША-317А-II и установка вместо него приемного модуля МП 225.1000-0 широкополосной системы связи в приборном блоке остронаправленной антенны радиотехнической системы «Лира» на СМ «Звезда» на МКС, установка кронштейна с соединителями на поручне для экспонирование. Установлен новый рекорд длительности выхода в российских скафандрах. |
| 397  | МКС Экспедиция МКС-54 (из модуля «Квест»)        | Марк Ванде Хай EMU № 3003 Норисигэ Канаи EMU № 3008           | 16 февраля 2018 14:58 | 16 февраля 2018 20:50 | 5 ч 57 мин             | Перенос демонтированных замковых концевых захватов. Смазка концевого захвата LEE B на манипуляторе SSRMS. |
| 398  | МКС Экспедиция МКС-55 (из модуля «Квест»)        | Эндрю Фьюстел EMU № 3006 Ричард Арнольд EMU № 3003            | 29 марта 2018 13:28   | 29 марта 2018 19:38   | 6 ч 10 мин             | Установка антенн системы EWC (система внешней беспроводной связи). Замена оборудования ETVCG. Подготовка насосного модуля PM на случай нештатного ВКД. |
| 399  | МКС Экспедиция МКС-55 (из модуля «Квест»)        | Эндрю Фьюстел EMU № 3006 Ричард Арнольд EMU № 3003            | 16 мая 2018 11:38     | 16 мая 2018 18:08     | 6 ч 31 мин             | Замена оборудования ETVCG (группа оборудования наружной ТВ камеры). Замена неисправного блок приемопередатчика-контроллера канала связи Борт-Земля. Дополнительно выполнены: снятие ЭВТИ с блока коммутации постоянного тока на грузовой платформе |
| 400  | МКС Экспедиция МКС-56 (из модуля «Квест»)        | Эндрю Фьюстел EMU № 3006 Ричард Арнольд EMU № 3003            | 14 июня 2018 12:05    | 14 июня 2018 18:50    | 6 ч 49 мин             | Установка двух ТВ HD камер на торце модуля Node2. Открытие противометеоритного экрана MMOD. Прокладка кабелей от носовой части модуля LAB к носовой части модуля Node2. Закрытие и фиксация застрявшей «крышки» телескопа полезной нагрузки CATS. |